# École nationale forestière d'ingénieurs
 (mars 2021).
Si vous disposez d'ouvrages ou d'articles de référence ou si vous connaissez des sites web de qualité traitant du thème abordé ici, merci de compléter l'article en donnant les références utiles à sa vérifiabilité et en les liant à la section « Notes et références ».
L'École nationale forestière d'ingénieurs (ENFI) est une grande école d'ingénieurs marocaine située à Salé.
C'est une institution de l'État marocain formant des cadres supérieurs en matière de Foresterie et Ressources Naturelles, à l'échelle nationale et régionale. Elle a formé l'essentiel des ingénieurs pour le Département des Eaux et Forêts du Royaume du Maroc. La contribution de l'ENFI en matière de recherche-développement est très significative. Les résultats des travaux de recherche réalisés dans le cadre des mémoires de 3e cycle et par les enseignants-chercheurs ont trouvé une large application dans les stratégies forestières, agricoles et les projets de développement des zones de montagne.

## Historique
Jusqu’à la fin des années 1960, seuls les agents et adjoints techniques étaient formés au Maroc par l'École Royale Forestière (ERF) de Salé. Les cadres ingénieurs, formés alors essentiellement dans des écoles françaises, étant alors en nombre insuffisant pour assurer une meilleure gestion du patrimoine forestier, lors de la première semaine forestière du Maghreb tenue à Tunis en 1967, les chefs des administrations forestières de l’Algérie, du Maroc, et de la Tunisie ont approuvé le principe de former au Maghreb leurs propres cadres supérieurs forestiers. C’est dans cette perspective et conscient de l’importance vitale de la forêt et de la complémentarité des actions de développement forestier que le gouvernement marocain créa avec le concours du fonds spécial des Nations unies et de la FAO - comme organe d’exécution – l’École nationale forestière d'ingénieurs (ENFI), le 02 décembre 1968, au sein du Ministère de l’Agriculture et de la Réforme Agraire pour former les cadres supérieurs forestiers pour le Maghreb. Satisfaits de l’efficacité de cette formation, les responsables des Administrations Forestières des pays maghrébins ont proposé l’élargissement de cette formation aux pays du Sahel et à d’autres pays africains. Ainsi, l'ENFI va accueillir les premiers étudiants non maghrébins dès la rentrée universitaire 1975. Avec la création de l'ENFI, le développement de l’éducation et de la formation forestière supérieure a connu plusieurs phases, à savoir :

## Phase I (1968-1970)
La formation forestière est dispensée en deux années pour les étudiants bacheliers ayant accompli deux années d’études supérieures dans les facultés des Sciences ou dans une École d’Agriculture (comme l'ENA de Méknès, ou l'ENSAT de Tunis). La prépondérance est donnée à la formation pratique et l’accent est mis sur les activités techniques de base : sylviculture, aménagement forestier, conservation des sols, législation forestière, etc.

## Phase II (1971-1985)
La réforme de l'enseignement agricole intervenue en 1971, s’est traduite par une refonte complète du système de formation agricole et par l’instauration d’une année commune - Année Préparatoire aux Études Supérieures en Agriculture (APESA) - à l’issue de laquelle les étudiants sont orientés vers les différents établissements de formation du Ministère de l’Agriculture et de la Réforme Agraire et vers les différents cycles (cycle de 4 ans pour les ingénieurs d’application; cycle de 6 ans pour les ingénieurs de conception). Cette réforme entraîna la création à l’ENFI d’une première année orientée essentiellement vers l’acquisition des connaissances de base (Agronomie, Machinisme, Économie Générale, Statistiques, Botanique, Bioclimatologie, Topographie, etc.). La première mission d’évaluation de ce projet par la FAO a conduit à la création d’une chaire d’aménagement des parcours forestiers et à l’instauration des projets de fin d’études et des stages interannuels dès l’année 1972.

## Phase III (à partir de 1986)
Une nouvelle réforme de la formation supérieure agronomique et forestière a démarré en 1986. Elle consiste en l’unification de la formation d’un seul cadre ingénieur en six années (bac + 6 ans) dont deux années de préparation agronomique commune (1er cycle). Cette réforme devait répondre aux besoins actuels d’éducation et de formation et permettre une meilleure insertion des cadres formés dans le monde du travail. Depuis de ce temps, l’ENFI assurerait la formation de l’ingénieur des eaux et forêts spécialisé en 6 années réparties sur trois cycles de deux ans chacun : le premier cycle est consacré aux sciences de base, le deuxième à la foresterie générale et le troisième à la spécialisation.

## Phase IV (à partir de 1992)

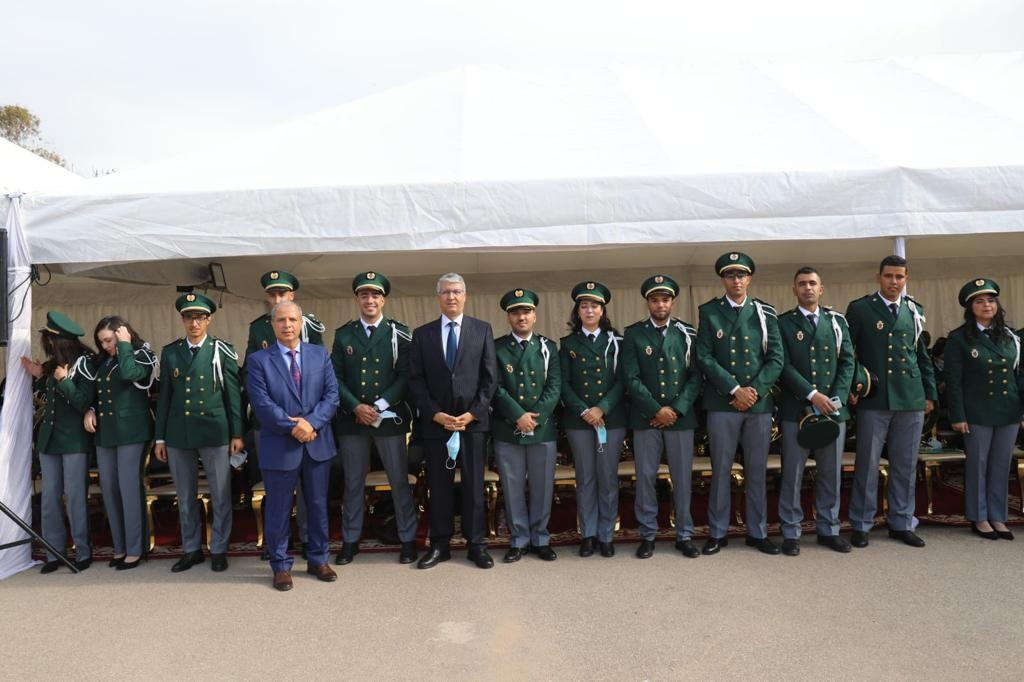
Cérémonie de remise des diplômes aux lauréats de la 49ème promotion (année universitaire 2019 - 2020) et de la 50ème promotion de (année universitaire 2020 - 2021) de l'ENFI

Le cadre des Eaux et Forêts est un corps paramilitaire aussi bien au niveau national qu’au niveau international. Dans cet esprit et dans le but de donner une formation complète aux cadres formés et à la suite des Hautes Directives Royales, la Formation militaire a été instaurée à l’ENFI depuis la rentrée universitaire 1992-1993.

## Mission de l'ENFI
La mission principale assignée à l’ENFI est la formation de l’Ingénieur des Eaux et Forêts. L’École dispense, également, des sessions de formation continue. Elle demeure habilitée à effectuer, pour le compte des Administrations et des particuliers, toutes études et recherches ayant trait à la foresterie et la gestion durable des ressources naturelles et environnementales. L'ENFI participe, également, aux programmes de recherches et de projets de développement, conduits par des organismes nationaux et internationaux.

## Admission

### Pour les étudiants marocains
Seuls les étudiants qui ont réussi les années préparatoires aux études supérieures agronomiques (APESA), dispensées par l'Institut agronomique et vétérinaire Hassan II à Rabat (IAV Hassan II) ou par l'École nationale d'agriculture de Méknès (ENAM), peuvent prétendre suivre leurs études à l'ENFI et plus particulièrement ceux de la deuxième année de l'IAV filière « agronomie ». Selon le classement et le choix de ces derniers, 15 à 20 étudiants sont sélectionnés chaque année pour suivre leur formation forestière (2e et 3e cycle) à l'ENFI. En plus de cette sélection scientifique et pour une admission définitive aux études forestières, les étudiants choisis doivent réussir les tests sportif et psychotechnique.
Pour plus d'informations au sujet des conditions d'admission et du déroulement des études à l'APESA, nous renvoyons le lecteur aux sites web des deux institutions IAV Hassan II et ENAM.

### Pour les étudiants étrangers
Depuis 1975, l'ENFI a ouvert ses portes aux étudiants étrangers venant des différents pays du monde, notamment africains. Chaque année, une dizaine de places leur sont réservées pour suivre le 2e et 3e cycle à l'ENFI pourvu que les conditions suivantes soient satisfaites :
- Être âgé de 25 ans au maximum au premier octobre de l'année d'admission.
- Être titulaire d'un baccalauréat scientifique ou d'un diplôme équivalent
- Être titulaire d'un DEUG en Biologie-Géologie ou d'un diplôme équivalent.
- Joindre au dossier les bulletins de notes obtenues durant le 1er cycle universitaire ainsi qu'une lettre de motivation manuscrite.
- Faire parvenir le dossier à l'ENFI par le biais du Ministère de la Coopération.
- Toute demande parvenue directement à l'ENFI par la voie individuelle est automatiquement rejetée.

Les dossiers complets parvenus à l'ENFI par la voie de la coopération marocaine sont étudiés par une commission d'enseignants-chercheurs désignée par décision de la Direction qui statue sur l'admission des étudiants étrangers selon les places disponibles.

## Formation
La formation se déroule en six ans et est répartie sur trois cycles de deux années chacun. Elle comprend un enseignement théorique à caractère académique, des applications pratiques, en salle et sur le terrain, des tournées didactiques, des stages professionnels et, la préparation d'un mémoire individuel en fin d'études.
Le premier cycle, qui se déroule à l'Institut agronomique et vétérinaire Hassan-II ou à l'École nationale d'agriculture de Meknès, est consacré à l'acquisition de bases scientifiques et agronomiques.
Le 2e cycle, à l'ENFI, comporte deux années de formation forestière, dispensée à tous les étudiants de l'établissement. L'enseignement est axé sur des cours de base, dont l'objectif est de préparer les étudiants à la formation forestière fondamentale, dans le domaine des techniques et des aménagements forestiers.
Le 3e cycle, également à l'ENFI, est un cycle de spécialisation de deux années, dont la première est consacrée à l'acquisition des matières liées à l'option et, la seconde réservée à la préparation d'un mémoire de recherche dans l'une des six options suivantes : Aménagement des forêts, Écologie et Gestion des Ressources Naturelles (GRN), Économie forestière, Géomatique des Ressources Naturelles, Gestion des Parcs Nationaux et Valorisation des produits forestiers.